# Geryonidae
Geryonidae é uma família de caranguejos do oceano profundo que inclui pelo menos 38 espécies extantes e 8 fósseis, repartidas por 5 géneros, dos quais dois são fósseis.

## Lista de géneros
- Chaceon Manning & Holthuis, 1989
- Geryon Krøyer, 1837
- Zariquieyon Manning & Holthuis, 1989
- †Archaeogeryon Colosi, 1923
- †Archaeoplax Stimpson, 1863